# Vincentella
Vincentella là một chi thực vật thuộc họ Sapotaceae. Chi này có các loài sau (tuy nhiên danh sách này có thể chưa đủ):
- Vincentella densiflora, (Baker) Pierre